# Camille Pissarro en Venezuela
Camille Pissarro fue un pintor impresionista danés; posteriormente consiguió la nacionalidad francesa, pero conservó ambas. Viene a Venezuela de aprendiz de su maestro y amigo el pintor danés Fritz Melbye entre los años 1852 y 1854 habita entre las poblaciones costeras de La Guaira, Maiquetía y la capital del país Caracas.

## Pissarro y Melbye reseña histórica

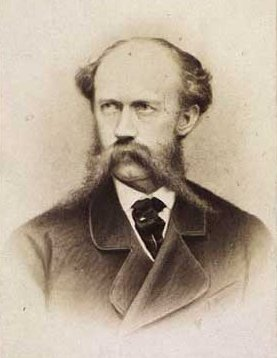
Fritz Melbye maestro y amigo de Pissarro en su estadía en Venezuela. Foto de: Budtz Müller (1837-1884)

A mediados del siglo XIX en la ciudad de Carlota Amalia en la isla de Saint Thomas antigua posesión colonial del reino de Dinamarca tendrá su primer encuentro con Fritz Melbye quien influirá en Pissarro para que este se dedique a la pintura.

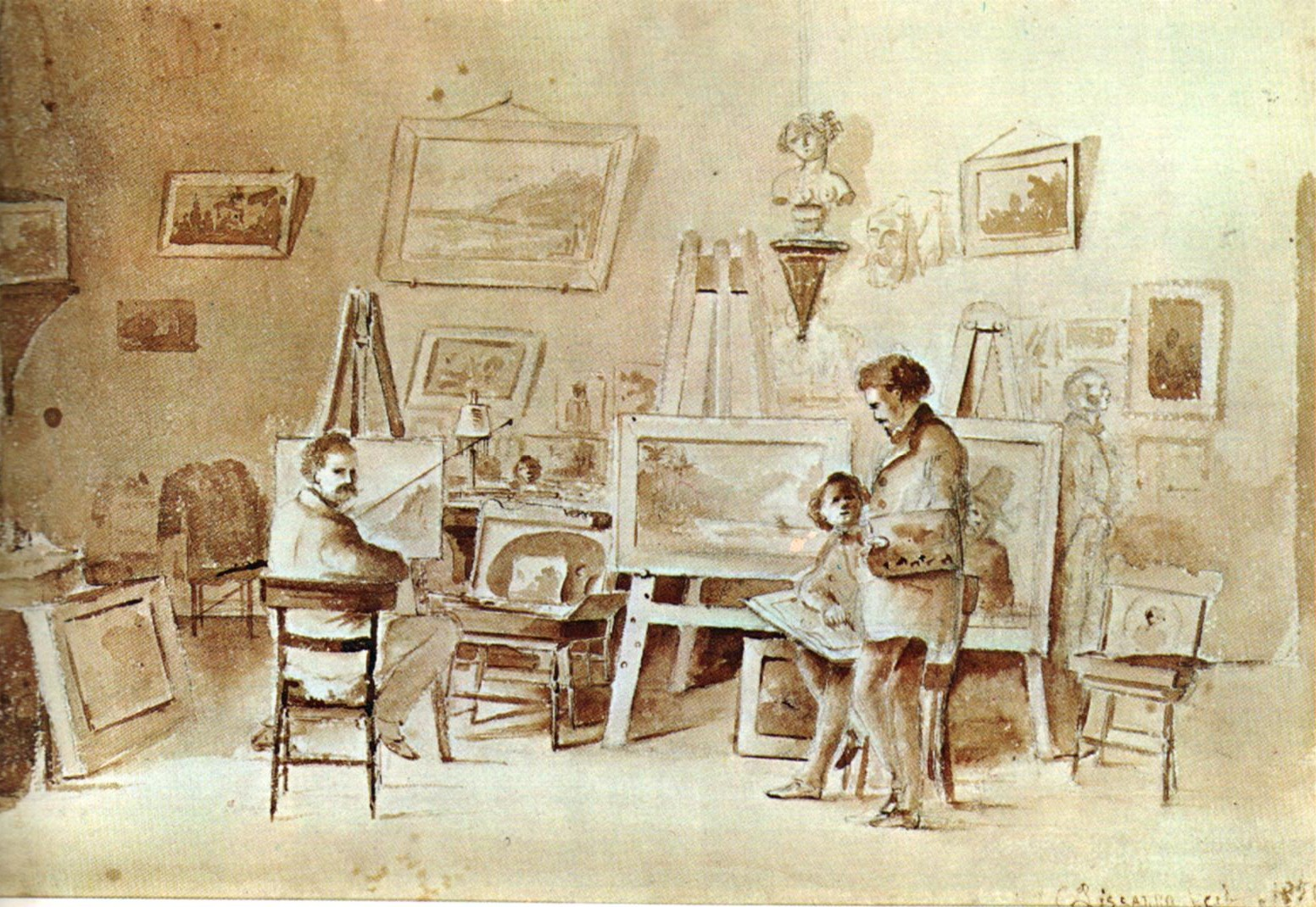
Camille Pissarro: Estudio del Artista en Saint Thomas (Melbye aparece de pie a la derecha: al lado suyo, sentado está el joven Pissarro). Sepia y lápiz (1851) Colección Banco Central de Venezuela

Pissarro que había cursado estudios en París ya desde el año de 1843 frecuentaba el colegio de Auguste Savary donde aprendió dibujo, acuarela, grabado y técnicas para captar con eficiencia el paisaje al aire libre. Terminados sus estudios regresa a Saint Thomas a trabajar en el negocio de su padre además comienza a realizar dibujos de su isla natal. Allí conoce a Melbye a quien se une como su ayudante. A inicios de 1850 viaja a La Española acompañando a Melbye allí realiza unos dibujos y acuarelas de los paisajes de Santo Domingo Hacia abril de ese mismo año 1850 regresan a Saint Thomas donde Melbye comienza a organizar su primer viaje hacia Venezuela el cual lo llevará hasta los llanos del estado Guárico en un periplo de aproximadamente año y medio cuando regresa de nuevo a Saint Thomas.
Melbye de nuevo en Saint Thomas organiza un segundo viaje a Venezuela y esta vez convence a Pissarro para que lo acompañe y se dedique de lleno a la pintura. En 1852 llegan Pissarro y su maestro a Venezuela donde vivirá hasta 1854. Ese año se separa de Melbye y regresa a Saint Thomas y de allí a París  (Francia) donde se convirtió en uno de los grandes maestros del Impresionismo. Pissarro no regresará al continente americano hasta su muerte ocurrida en París el 13 de noviembre de 1903.

## De la obra de Pissarro en Venezuela

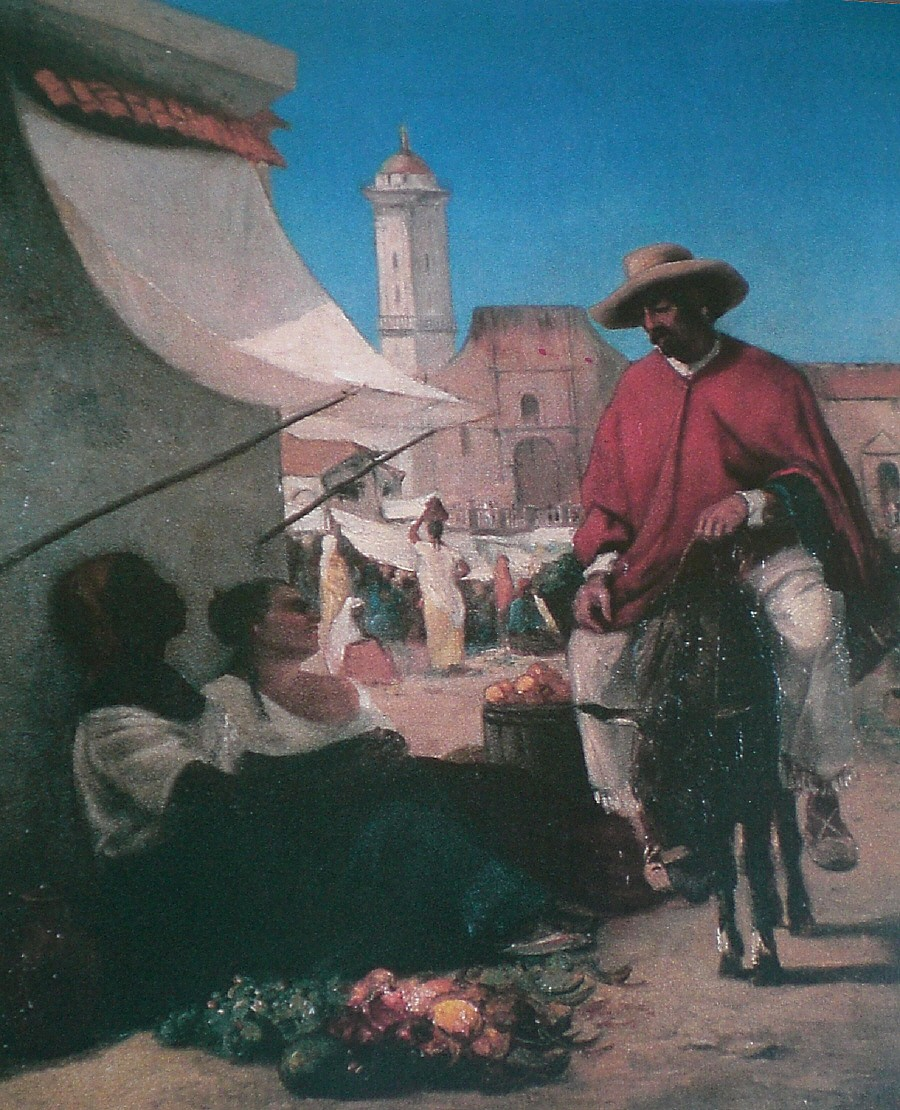
Plaza Mayor (hoy Plaza Bolívar) de Caracas a mediados del

Desde su llegada a Venezuela Pissarro vivirá entre La Guaira y Caracas por un lapso de dos años. En ese tiempo Pissarro realiza una serie de trabajos, observaciones y apuntes con medios ligeros de dibujo como lápiz, carboncillo, acuarela y tinta china; en ellos se aprecian paisajes rurales y urbanos de los alrededores de Caracas, escenas costumbristas y estudios de plantas y flores. En dichos trabajos Pissaro demuestra espontaneidad y frescura las cuales confirman las habilidades plásticas del autor.

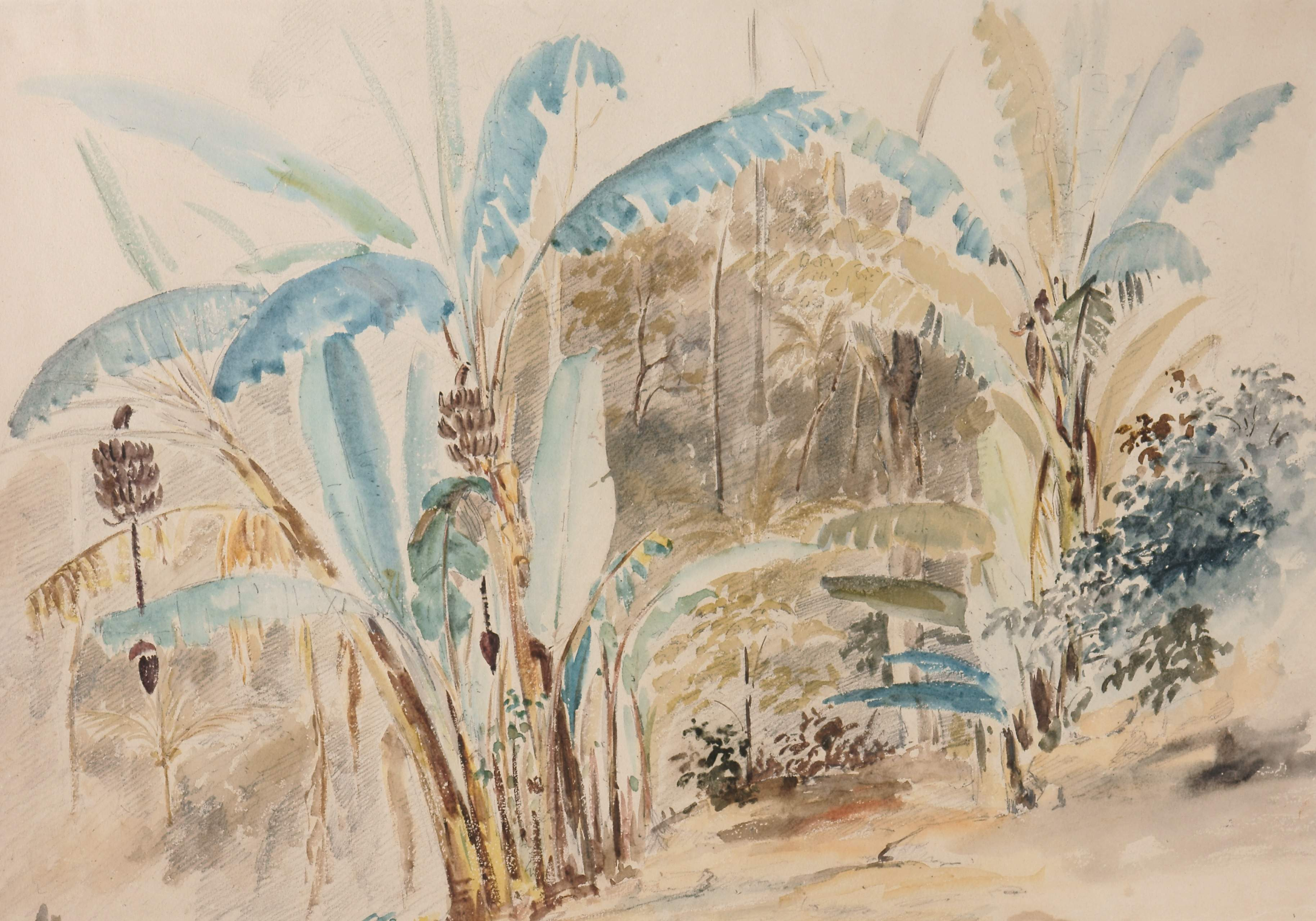
Bananeros (sin fecha)

De estos trabajos de Pissarro en Venezuela un centenar de ellos se exhiben en la colección del Museo de Bellas Artes de Caracas, 60 en la colección de la Galería de Arte Nacional y unos 40 en la colección del Banco Central de Venezuela

## Pissarro en la filatelia venezolana
Uno de estos trabajos de Pissarro (Bananeros, 1852 Camille Pissarro) ha servido de modelo para una de las estampillas de Ipostel en su hoja filatélica titulada Banco Central de Venezuela. Colección de Arte.

## Camille Pissarro en Caracas

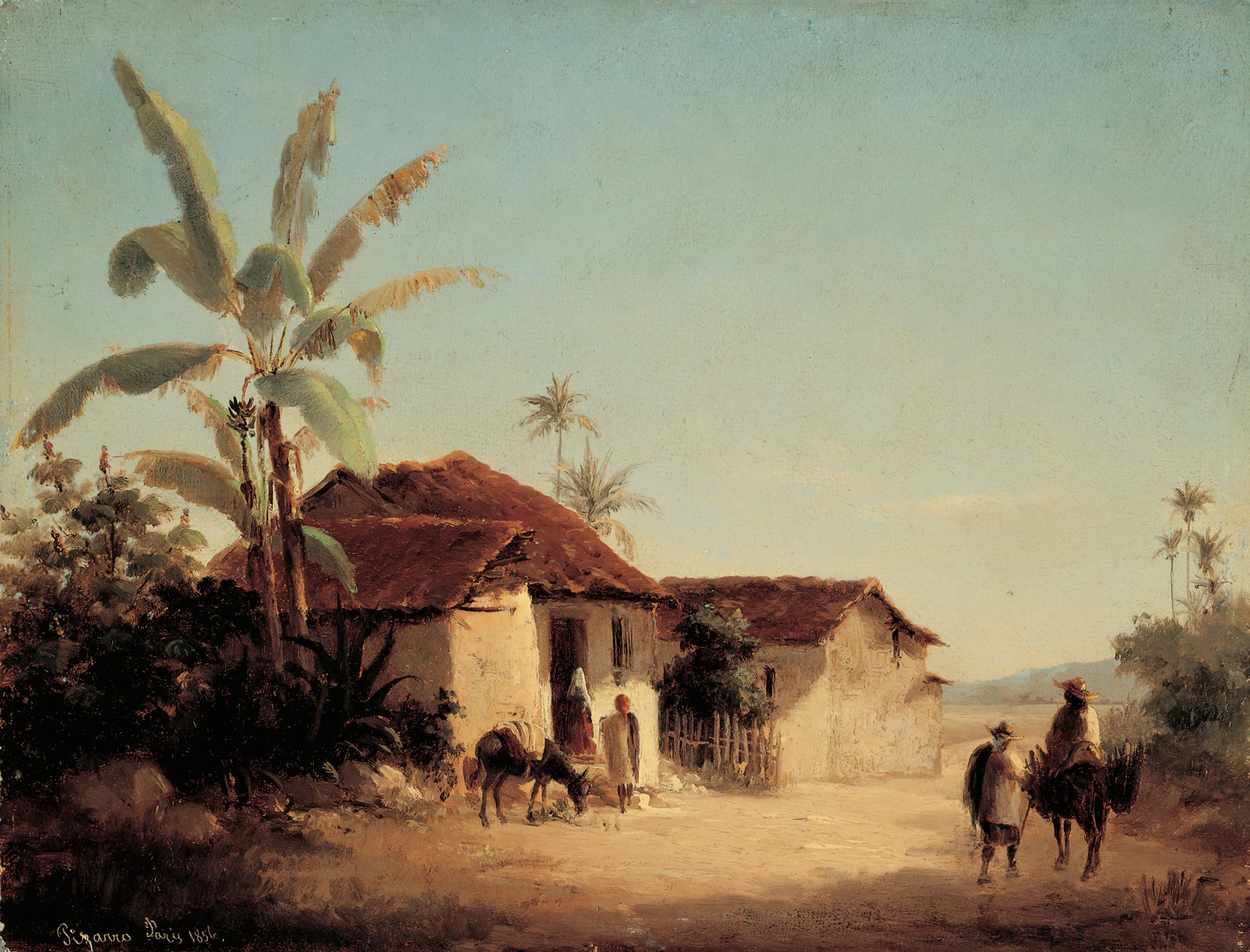
Paisaje tropical con casas rurales y palmeras (1853)
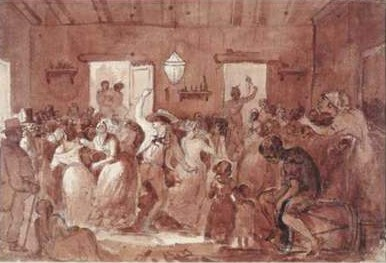
Baile en posada (sin fecha)
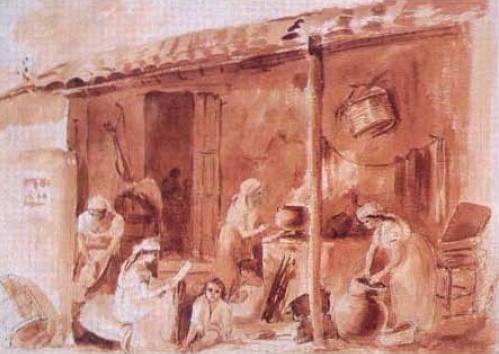
Cocina al aire libre (1854)
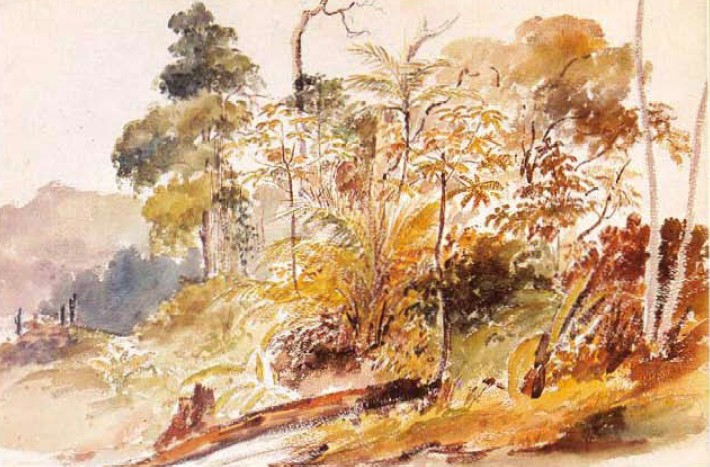
Linde del bosque (sin fecha)
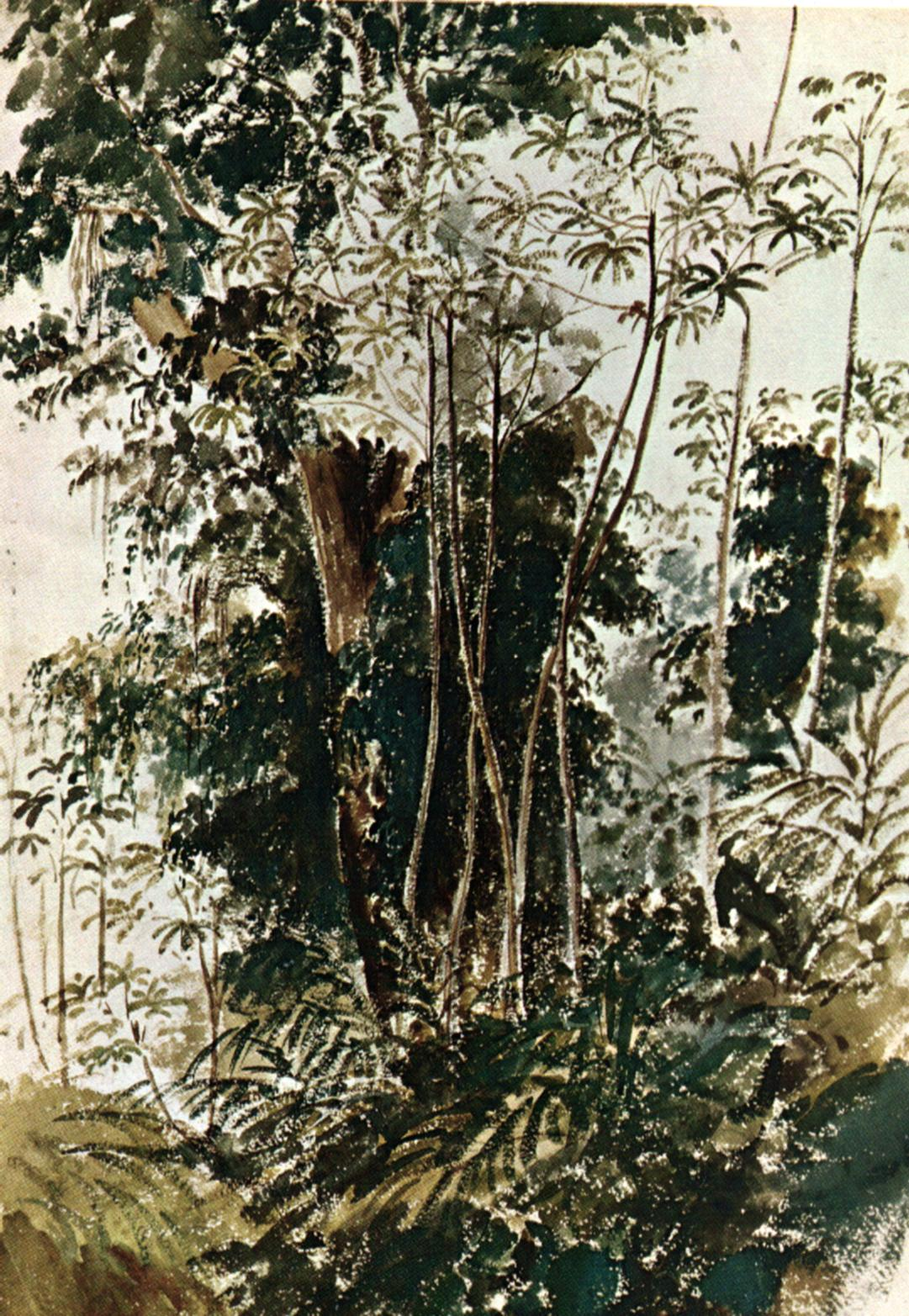
Vegetación Tropical (sin fecha)